# Partito Comunista dell'Uruguay
Il Partito Comunista dell'Uruguay, in lingua spagnola "Partido Comunista de Uruguay", è un partito politico comunista uruguaiano fondato il 21 settembre del 1920, membro dell'Organizzazione al potere in Uruguay del Fronte Ampio. Il suo attuale Segretario generale è Eduardo Lorier.